# Clérieux
Clérieux är en kommun i departementet Drôme i regionen Auvergne-Rhône-Alpes i sydöstra Frankrike. Kommunen ligger i kantonen Romans-sur-Isère 1er Canton som tillhör arrondissementet Valence. År 2022 hade Clérieux 1 952 invånare.

## Befolkningsutveckling
Antalet invånare i kommunen Clérieux
Referens:INSEE